# Самозванець (оповідання)
«Самозванець» (англ. Impostor), також як «Ошуканець» — науково-фантастичне оповідання американського письменника Філіпа К. Діка. Уперше видане в червні 1953 року видавництвом «Street & Smith Publications, Inc.» у журналі «Astounding Science Fiction». Увійшло до збірок «Найкраще Філіпа К. Діка» (англ. The Best of Philip K. Dick) 1977 року, «Роботи, андроїди і механічні дивовижі» (англ. Robots, Androids, and Mechanical Oddities) 1984 року, до антології Айзека Азімова «Великі науково-фантастичні історії #15 (1953)» (англ. The Great SF Stories #15 (1953)) 1984 року, до другого тому «Зібраної короткої прози Філіпа К. Діка» 1987 року.
Оповідання було адаптовано тричі: як епізод телесеріалу в 1962 р., як радіоп'єсу в 1990 р., як фільм у 2001 р.
Уперше українською мовою оповідання видане в журналі «Всесвіт» у 1994 році в перекладі Миколи Сікорського. Вдруге — «Видавництвом Жупанського» у 2023 році в другому томі «Повного зібрання короткої прози» Філіпа К. Діка в перекладі Ігоря Гарніка.

## Сюжет
Спенз Олгем планує вперше за десять років роботи над Проєктом вирушити у відпустку разом із дружиною Мері. Війна з космічними загарбниками з Альфи Центавра триває, але розробка захисного купола забезпечила мінімальний захист міст на Террі. Хоча зброю, здатну змінити хід війни, ще не створено, Олгем упевнений, що Терра наразі перебуває у відносній безпеці.
Проте цей спокій триває недовго. До будинку Олгема під'їжджає швидкісне авто — стріла, яке доставляє його до Проєкту. У салоні він зустрічає свого колегу Нельсона та старшого чоловіка — майора Пітерза. Пітерз, співробітник служби безпеки, повідомляє, що Олгема заарештовано за підозрою в шпигунстві на користь прибульців. Під час перевезення на базу на Місяці майор пояснює, що Олгем буде ліквідований спеціалістами. Причина — проникнення робота-гуманоїда через захисний купол. Цей андроїд, за словами Пітерза, убив справжнього Олгема й зайняв його місце, маючи у собі уранову бомбу, яка активується кодовою фразою. Приголомшений Спенз відкидає звинувачення, наполягаючи, що він людина. Він пропонує звернутися до лікаря для перевірки, але отримує категоричну відмову. Зрештою, охоплений відчаєм, Олгем на Місяці інсценує активацію бомби, викликаючи паніку серед конвоїрів. Це дозволяє йому втекти й повернутися на Терру.
На Террі Спенз зв'язується з дружиною й просить викликати лікаря Чемберлена, закріпленого за його Проєктом або іншого спеціаліста, щоб довести, що він людина. Проте, повернувшись додому, Олгем помічає, що його дружину вже перехопила служба безпеки. Він тікає до найближчого лісу. Наздоганяючи Олгема, майор Пітерз запевняє, що він помиляється, вважаючи себе людиною, й попереджає, що його ліквідують, щойно знайдуть. На пошуки Олгема виділено шість годин. Спензу залишається мало часу, щоб знайти докази своєї невинуватості. Він припускає, що корабель прибульців із роботом, який мав його замінити, знаходиться десь неподалік, і вирушає до Саттонського лісу.
Коли Олгем знаходить корабель іншопланетян, його перехоплюють Нельсон і Пітерз. Нельсон наполягає, щоб Пітерз застрелив Спенза, але майор вирішує дати Спензу шанс довести правду. Олгем вказує на тіло, що на перший погляд здається людським, але при уважному огляді виявляється зламаним механізмом. Пітерз починає розмову з Олгемом про його довгоочікувану відпустку, проте Нельсон зауважує, що робот був убитий іншопланетним ножем, встромленим у груди. У цей момент Спенз усвідомлює, що тіло належить справжньому Олгему, й промовляє: «Якщо це — Олгем, тоді я…», активуючи бомбу. Вибух виявляється настільки потужний, що його помічають навіть прибульці з Альфи Центавра.

## Коментар Ф. К. Діка
|                                                                                                 | Це було моє перше оповідання на тему «А чи справді я людина? Може, я лише запрограмований вірити, що я людина?». Зважаючи на те, що воно написане ще 1953 року, то це була, якщо казати нескромно, дуже непогана ідея в жанрі наукової фантастики. Станом на сьогодні, звичайно, я її вже остаточно вичерпав, але думати про неї не перестав. Вона важлива, бо змушує нас ставити питання «що таке людина?», а також «що людиною не є?». |
| — Філіп Дік (1976 рік) , з приміток видання: Філіп К. Дік. Повне зібрання короткої прози. Том 2 | |

## Адаптації
- Оповідання було адаптовано в 1962 році як епізод британського науково-фантастичного телесеріалу «Поза межами цього світу» (англ. Out of This World).[3]

- «Самозванець» було адаптовано як радіоп'єсу для Sci-Fi Radio. Епізод вийшов в ефір 21 січня 1990 року.[4][5]

- У 2001 році за мотивами оповідання вийшов американський фільм режисера Ґері Фледера «Прибулець» з Ґері Сінізом, Медлін Стоу та Вінсентом Д'Онофріо у головних ролях.[6]

## Видання українською мовою
- Журнал «Всесвіт». № 10 (790). — Київ: Видавничий дім «Всесвіт», 1994
  - Дік, Філіп. К. Ошуканець (зі 183 с. по 192 с.; переклав Микола Сікорський)

- Дік, Філіп. К. Повне зібрання короткої прози. Том 2 / Пер. з англ.: Ігор Гарнік, Єгор Поляков. — Київ: Видавництво Жупанського, 2023. — (Ad Astra) — 592 с. ISBN 978-617-7585-69-4
  - Самозванець (із 270 с. по 284 с.; переклав Ігор Гарнік)

## Зауваги
1. ↑  Дані взято з журналу «Всесвіт» № 10 (790), 1994. А також з видання: Філіп К. Дік. Повне зібрання короткої прози. Том 2, Видавництво Жупанського, 2023